# Kitten with a Whip
Kitten with a Whip   (Brasil: Anjo do Diabo ) é um filme estadunidense de 1964, em preto e branco, dos gêneros drama e suspense, dirigido e roteirizado por Douglas Heyes, baseado no livro de Wade Miller, música de Joseph Gershenson.

## Sinopse
Garota, fugitiva de um reformatório, e dois amigos delinquentes, refugiam-se na casa de um político cuja esposa está ausente.

## Elenco
- Ann-Margret....... Jody Dvorak
- John Forsythe....... David Stratton
- Peter Brown....... Ron
- Patricia Barry....... Vera
- Richard Anderson....... Grant
- Skip Ward....... Buck Vogel (como James Ward)
- Diane Sayer....... Midge
- Ann Doran....... Mavis Varden
- Patrick Whyte....... Phillip Varden
- Audrey Dalton....... Virginia Stratton
- Leo Gordon....... Sargento Policial Enders